# Niederursel
Niederursel, Frankfurt-Niederursel – 25. dzielnica (Stadtteil) miasta Frankfurt nad Menem, w Niemczech, w kraju związkowym Hesja. Należy do okręgu administracyjnego Nord-West.